# Мостищи (Владимирская область)
Мостищи — деревня в Судогодском районе Владимирской области России, входит в состав Андреевского сельского поселения.

## География
Деревня расположена в 12 км на юг от центра поселения посёлка Андреево и 26 км на юго-восток от райцентра Судогды на автодороге 17Р-1 Владимир – Муром – Арзамас. 

## История
В конце XIX — начале XX века деревня входила в состав Мошенской волости Судогодского уезда, с 1926 года — в составе Владимирского уезда. В 1859 году в деревне числилось 32 дворов, в 1905 году — 25 дворов, в 1926 году — 18 дворов.
С 1929 года деревня входила в состав Новодеревенского сельсовета Судогодского района, с 1940 года — в составе Ликинского сельсовета, с 2005 года — в составе Андреевского сельского поселения.

## Население
| 1859 | 1905 | 1926 | 2002 |
| ---- | ---- | ---- | ---- |
| 220  | 135  | 80   | 11   |

| 1859 | 1905 | 1926 | 2002 | 2010 | 2021 |
| ---- | ---- | ---- | ---- | ---- | ---- |
| 220  | ↘135 | ↘80  | ↘11  | ↘8   | ↗9   |